# Marta Wellna-Murek
Marta Wellna-Murek (ur. 7 kwietnia 1988 w Pile) – polska siatkarka, grająca na pozycji przyjmującej.
W latach 2010–2012 występowała pod nazwiskiem Marta Szymon. Jej siostra Katarzyna Konieczna, również była siatkarką.
Jej mężem jest siatkarz Dawid Murek.

## Sukcesy klubowe
Mistrzostwa Polski Kadetek:
- 2005[12][13]

Mistrzostwa Polski Młodziczek:
- 2006[14]

Mistrzostwo I ligi:
- 2015[15], 2017[16]
- 2018